# تیم هولسکمپ
تیم هولسکمپ (به انگلیسی: Tim Huelskamp) نمایندهٔ حوزه انتخابیه اول کانزاس از حزب جمهوری‌خواه ایالات متحده آمریکا در مجلس نمایندگان ایالات متحده آمریکا است که برای نخستین‌بار در ۳۶ ژانویه ۲۰۱۱ میلادی به‌عضویت این مجلس درآمد.